# Esgrima nos Jogos Olímpicos de Verão de 1932
A esgrima nos Jogos Olímpicos de Verão de 1932 foi realizado em Los Angeles, nos Estados Unidos, com sete eventos disputados.

## Eventos da esgrima
Masculino: Florete individual | Espada individual | Sabre individual | Florete por equipe | Espada por equipe | Sabre por equipe
Feminino: Florete individual

## Masculino

### Florete individual masculino
| Pos. | País                 | Atletas        |
| ---- | -------------------- | -------------- |
|      | Itália (ITA)         | Gustavo Marzi  |
|      | Estados Unidos (USA) | Joseph Levis   |
|      | Itália (ITA)         | Giulio Gaudini |

### Espada individual masculino
| Pos. | País         | Atletas                    |
| ---- | ------------ | -------------------------- |
|      | Itália (ITA) | Giancarlo Cornaggia-Medici |
|      | França (FRA) | Georges Buchard            |
|      | Itália (ITA) | Carlo Agostoni             |

### Sabre individual masculino
| Pos. | País          | Atletas        |
| ---- | ------------- | -------------- |
|      | Hungria (HUN) | György Piller  |
|      | Itália (ITA)  | Giulio Gaudini |
|      | Hungria (HUN) | Endre Kabos    |

### Florete por equipe masculino
| Ouro                                                                                         | Prata | Bronze |
| FRA França Edouard Gardère René Bondoux René Bougnol René Lemoine Philippe Cattiau Jean Piot | ITA Itália Giulio Gaudini Gustavo Marzi Ugo Pignotti Gioachino Guaragna Rodolfo Terlizzi Giorgio Pessina | USA Estados Unidos George Calnan Richard Steere Joseph Levis Dernell Every Hugh Alessandroni Frank Righeimer Jr. |

### Espada por equipe masculino
| Ouro | Prata                                                                                           | Bronze |
| FRA França Fernand Jourdant Bernard Schmetz Georges Tainturier Georges Buchard Jean Piot Philippe Cattiau | ITA Itália Saverio Ragno Giancarlo Cornaggia-Medici Franco Riccardi Carlo Agostoni Renzo Minoli | USA Estados Unidos George Calnan Gustave Heiss Frank Righeimer Jr. Tracy Jaeckel Curtis Shears Miguel de Capriles |

### Sabre por equipe masculino
| Ouro                                                                                            | Prata                                                                                               | Bronze |
| HUN Hungria Endre Kabos Attila Petschauer Ernö Nagy Gyula Glykais György Piller Aladár Gerevich | ITA Itália Gustavo Marzi Giulio Gaudini Renato Anselmi Emilio Salafia Arturo De Vecchi Ugo Pignotti | POL Polônia Tadeusz Friedrich Marian Suski Władysław Dobrowolski Władysław Segda Leszek Lubicz-Nycz Adam Papée |

## Feminino

### Florete individual feminino
| Pos. | País               | Atletas            |
| ---- | ------------------ | ------------------ |
|      | Áustria (AUT)      | Ellen Preis-Müller |
|      | Grã-Bretanha (GBR) | Heather Guinness   |
|      | Hungria (HUN)      | Erna Bogen         |

## Quadro de medalhas da esgrima
| Ordem | País               | Medalha de ouro | Medalha de prata | Medalha de bronze | Total |
| ----- | ------------------ | --------------- | ---------------- | ----------------- | ----- |
| 1     | ITA Itália         | 2               | 4                | 2                 | 8     |
| 2     | FRA França         | 2               | 1                | 0                 | 3     |
| 3     | HUN Hungria        | 2               | 0                | 2                 | 4     |
| 4     | AUT Áustria        | 1               | 0                | 0                 | 1     |
| 5     | USA Estados Unidos | 0               | 1                | 2                 | 3     |
| 6     | GBR Grã-Bretanha   | 0               | 1                | 0                 | 1     |
| 7     | POL Polônia        | 0               | 0                | 1                 | 1     |